# 울리히 호스트만
울리히 호스트만(Ulrich Horstmann, 1949년 5월 31일 뷜데 출생)은 클라우스 슈타인탈이라는 가명으로도 글을 쓴 독일 문학학자이자 작가이다. 그는 종종 철학적 염세주의 전통의 철학자로 묘사되며, 다른 염세주의 철학자들 사이에서도 극단적으로 여겨지는 그의 견해, 즉 자발적 인류절멸은 의도적인 지구 열핵 파괴를 통해 달성돼야한다는 것으로 가장 악명 높을 것이다.

## 삶
울리히 호스트만은 1974년 에드거 앨런 포에 대한 박사학위 논문과 함께 영어와 철학을 공부했다. 그는 프리토리아에 있는 남아프리카 대학교에서 강사로 근무했다. 1983년 하빌리타치온 이후 1987년까지 뮌스터 대학교에서 강의했다. 1991년부터 그는 기센 대학교에서 영문학과 미국문학 교수로 재직했다. 그는 마르부르크에 살고 있다.
울리히 호스트만은 1976년부터 과학 저술과 함께 자신의 에세이, 소설, 희곡을 출판했으며, 영번역도 했다. 1983년 그의 논문 야수로 유명해졌는데, 이 논문에서 그는 평화운동 시대정신과 정반대되는 철학적 입장을 표명했다. 그는 전세계 무기고에서 발견되는 누적된 핵무기를 통해 인류의 조기 자멸을 목표로 하는 "인류의 탈출" 철학을 옹호했다. 그는 지적 선조인 쇼펜하우어의 염세주의와 인간혐오를 극단으로 몰고 갔다. 허무주의적 태도와 세계에 대한 극심한 혐오감으로 쓰여진 저자의 후속 출판물을 통해 야수가 일부 비평가들이 의심했듯 특별히 신랄한 풍자가 아니라는 것이 입증됐다.
울리히 호스트만은 독일 펜 회원이며, 귄터 쿠네르트의 추천을 받아 1988년 클라이스트상을 수상했다.

## 사상
호스트만은 인류가 역사의 과정에서 스스로를 없애도록 미리 설계돼 있으며, 전쟁(열핵, 유전적, 생물학적), 집단학살, 지속가능한 환경의 파괴 등을 통해 스스로에 대한 모든 기억도 없애도록 미리 설계돼있다는 이론을 제시한다. "역사의 최종목표는 무너지는 폐허의 들판이다. 그 최종 의미는 인간 두개골의 눈구멍에 불어넣은 모래이다." 그는 역사 분석을 통해 우리 종이 끊임없는 무장과정에 참여하고 있으며, 궁극적으로 전쟁을 통해 스스로를 없애는 것이 최종 목표라고 결론지었다. 그에게 역사는 도살장에 불과하다 . . . "마지막까지 파괴하려는 저항할 수 없는 충동의 미친, 치유할 수 없을정도로 피에 굶주린 도살, 가죽 벗기기와 갈아버리기의 두개골 및 시체 보관소." 필립 마인랜더의 극단적 철학에서 영감을 받았으나 호스트만은 인간존재의 문제에 대해 훨씬 더 명확한 해결책을 제시한다. 그의 책 야수에서 그는 실제로 인류의 멸종을 가져오기 위해 핵무기를 사용할 것을 제안하기까지 했다. 그에게 있어서 생명의 소멸만이 우리가 다시 무기적 물질의 실존적 평화를 달성할 수 있는 보편적 구원을 가져올 것이다. 호스트만의 종말론적 관점을 따르면, 진정한 에덴 동산은 황폐함이다.
야수의 역사는 완성됐으며, 겸손하게 두 가지 죽음, 즉 육체적 소멸과 자신에 대한 기억의 소멸을 기다리고 있다.— 야수